# ヴァディム・ブロドスキー
ヴァディム・アドルフォヴィチ・ブロドスキー（ウクライナ語: Вадим Адольфович Бродський, ラテン文字転写例:Vadim Adolfovich Brodsky, ポーランド語: Wadim Brodski, 1950年4月24日 - ）は、ソビエト連邦出身のヴァイオリニスト。

## 経歴
1950年、ウクライナ・ソビエト社会主義共和国・キエフで生まれた。キエフ音楽院でオルガ・パルホメンコにヴァイオリンを師事し、ダヴィッド・オイストラフの薫陶も受けた。1961年にはドミトリー・カバレフスキーのヴァイオリン協奏曲を、作曲者の指揮するキエフ・フィルハーモニー管弦楽団の伴奏で演奏して脚光を浴びた。
1974年にチャイコフスキー国際コンクールで5位入賞を果たし、1977年にヴィエニャフスキ国際ヴァイオリン・コンクールで優勝するも、国外での演奏活動を禁じられ、1981年にポーランドに移住した。1984にはパガニーニ国際コンクールで1位なしの2位を獲得し、同年のティボール・ヴァルガ国際ヴァイオリン・コンクールでは優勝している。
1985年からローマを本拠に活動している。